# الجامحون (مسلسل)
الجامحون هو مسلسل صيني من بطولة شياو زان ووانغ ييبو. عرض المسلسل على تينسنت فيديو من 27 يونيو حتى 20 أغسطس 2019 وتكون من 50 حلقة.

## روابط خارجية
الجامحون (مسلسل) على موقع IMDb (الإنجليزية)
- الجامحون (مسلسل) على موقع نتفليكس (الإنجليزية)
- الجامحون (مسلسل) على موقع كينوبويسك (الروسية)
- الجامحون (مسلسل) على موقع قاعدة بيانات الفيلم (الإنجليزية)